# Milton (Ulster County)
Milton ist ein Weiler und Census-designated place im Ulster County, New York (Bundesstaat), Vereinigte Staaten. Im Jahr 2010 hatte die Ortschaft 1403 Einwohner. Der Ort ist einer von zwei Orten dieses Namens in New York, der andere liegt im Saratoga County.
Milton liegt im Nordosten der Town of Marlborough, am rechten Ufer des Hudson Rivers. Der ehemalige Bahnhof der Stadt, die Milton Railroad Station, ist in das National Register of Historic Places eingetragen.

## Geographie
Die Siedlung liegt am westlichen Ufer des Hudson Rivers und hat nach den Angaben des United States Census Bureaus eine Fläche von 7,4 km², die fast vollständig auf Land entfallen, nur 0,35 % der Fläche des CDPs besteht aus Gewässerflächen.
Miltons geographische Koordinaten sind 41° 40′ N, 73° 58′ W (41,658765, −73,960010).

## Demographie
Zum Zeitpunkt des United States Census 2000 bewohnten Milton 1251 Personen. Die Bevölkerungsdichte betrug 170,1 Personen pro km². Es gab 481 Wohneinheiten, durchschnittlich 65,4 pro km². Die Bevölkerung Miltons bestand zu 93,37 % aus Weißen, 3,20 % Schwarzen oder African American, 0,16 % Native American, 0,40 % Asian, 0,0 % Pacific Islander, 1,44 % gaben an, anderen Rassen anzugehören und 1,44 % nannten zwei oder mehr Rassen. 3,76 % der Bevölkerung erklärten, Hispanos oder Latinos jeglicher Rasse zu sein.
Die Bewohner Miltons verteilten sich auf 458 Haushalte, von denen in 36,9 % Kinder unter 18 Jahren lebten. 53,7 % der Haushalte stellten Verheiratete, 9,8 % hatten einen weiblichen Haushaltsvorstand ohne Ehemann und 30,6 % bildeten keine Familien. 22,5 % der Haushalte bestanden aus Einzelpersonen und in 8,3 % aller Haushalte lebte jemand im Alter von 65 Jahren oder mehr alleine. Die durchschnittliche Haushaltsgröße betrug 2,73 und die durchschnittliche Familiengröße 3,24 Personen.
Die Bevölkerung verteilte sich auf 26,8 % Minderjährige, 7,1 % 18–24-Jährige, 31,6 % 25–44-Jährige, 24,7 % 45–64-Jährige und 9,8 % im Alter von 65 Jahren oder mehr. Das Durchschnittsalter betrug 38 Jahre. Auf jeweils 100 Frauen entfielen 97,3 Männer. Bei den über 18-Jährigen entfielen auf 100 Frauen 99,6 Männer.
Das mittlere Haushaltseinkommen in Milton betrug 54.792 US-Dollar und das mittlere Familieneinkommen erreichte die Höhe von 62.625 US-Dollar. Das Durchschnittseinkommen der Männer betrug 39.750 US-Dollar, gegenüber 31.573 US-Dollar bei den Frauen. Das Pro-Kopf-Einkommen belief sich auf 23.785 US-Dollar. 5,1 % der Bevölkerung und 1,0 % der Familien hatten ein Einkommen unterhalb der Armutsgrenze, davon waren 2,9 % der Minderjährigen und 0,0 % der Altersgruppe 65 Jahre und mehr betroffen.